# Xã Martin, Quận Sheridan, Bắc Dakota
Xã Martin (tiếng Anh: Martin Township) là một xã thuộc quận Sheridan, tiểu bang Bắc Dakota, Hoa Kỳ. Năm 2010, dân số của xã này là 40 người.